# قبایل پالوس وردس
قبایل پالوس وردس (به انگلیسی: The Tribes of Palos Verdes) فیلمی محصول سال ۲۰۱۷ و به کارگردانی امت مالوی و برندان مالوی است. در این فیلم بازیگرانی همچون جنیفر گارنر، مایکا مونرو، کودی فرن، جاستین کرک، آلیسیا سیلورستون، گوران ویسنجیک، الیزابت رم و جولی فیشر ایفای نقش کرده‌اند.